# Serbska awangarda literacka
Początki serbskiej awangardy datuje się na lata 1917–1919. Za jej prekursorów na jugosłowiańskim terenie Półwyspu Bałkańskiego uznaje się Ivo Andricia i Miloša Crnjanskiego, którzy swoje teksty poetyckie, prozatorskie i krytycznoliterackie wydawali w Zagrzebiu pod egidą czasopisma Književni jug. Formowanie nowego ruchu rozpoczęło się właściwie w późniejszym czasie, gdy do Belgradu napłynęli młodzi pisarze z Chorwacji, Wojwodiny, Bośni oraz z zagranicy. 
Istotnym elementem w procesie kształtowania się literatury serbskiej była I wojna światowa – wstrząs nią wywołany i konsekwencje, które ze sobą niosła. Młodzi ludzie, naoczni świadkowie wszystkich aspektów wojny, nie chcieli wracać do literatury Jovana Skerlicia czy Bogdana Popovicia; odrzucali przedwojenny parnasizm, a zwracali się ku nurtowi modernistycznemu, rozpoczętemu przed wybuchem wojny. I jakkolwiek miała miejsce duża rozbieżność pomiędzy kwestiami programowymi a praktyką literacką w odniesieniu do poszczególnych inicjatyw artystycznych, dało się zauważać następstwo procesu szerszego i bardziej powszechnego, bowiem istotną rzeczą była intencja wspólnego działania, łączenia sił w burzycielskiej akcji poetyckiej pod sztandarem wielkiej przygody. 
Doskonała koniunktura literacka początku lat 20. była w głównej mierze zasługą „imigrantów belgradzkich”: Ivo Andricia i Todora Manojlovicia przybyłych z Bośni, Miloša Crnjanskiego z Wojwodiny oraz Chorwatów: Siby Miličicia, Tina Ujevicia, Gustava Krkleca. Nie można jednakże umniejszać roli, jaką odgrywał w tym czasie Miroslav Krleža, który mimo odległości dzielącej „jego” Zagrzeb i stolicę kraju, „nie przestaje być rozsadnikiem awangardowych idei literackich”. Czołowym bodźcem dla rozkwitu nowoczesnej myśli był również Stanislav Vinaver, który w 1920 roku wydał Manifest szkoły ekspresjonistycznej, i nowe ugrupowanie młodych „Belgradzka wspólnota literacka – Alpha”, wydające Bibliotekę Albatros oraz liczne czasopisma, które, posługując się terminologią współczesną, powstawały jako element promujący nowe inicjatywy grup literackich. 
Ekspansja nowoczesnych idei była tak intensywna, że rozszerzała się po kraju w gwałtownym tempie. Rozwój literackich działalności awangardowych osiągnął tak wysoki stopień, iż historia literatury odnotowuje to i utrwala jako najburzliwszy okres w historii Serbii – Sturm und Drang serbskiej literatury współczesnej. 
Kierunek ten nie był jednolity, lecz, patrząc na to z drugiej strony, twórcy skupieni pod jednym płaszczem awangardy stanowili doskonały katalizator rozwoju intelektualnego; zapewne ewoluowało to ciekawiej, niż gdyby tworzyli wedle uschematyzowanych i skonkretyzowanych wyznaczników innej epoki. Doprowadziło to – lecz cały czas miejmy na uwadze, iż jest to całościowo wciąż awangarda – do emancypacji małych wspólnot pisarzy, określających się – częstokroć tylko z nazwy – mianem nowoczesnych kierunków: ekspresjonizm, dadaizm, futuryzm, czy też próbujących propagować zupełnie nowe, krajowe „izmy”: sumatraizm, hipnizm, zenityzm. Pojęcie „powojenny modernizm”, które funkcjonowało do tego momentu, przestało mieć znaczenie z racji swojej dezaktualizacji. Na czołowe miejsce wybił się ekspresjonizm.